# Johannes Quasten
Johannes Quasten (Homberg, 3 marzo 1900 – Friburgo in Brisgovia, 10 marzo 1987) è stato un teologo tedesco.
Cattolico, è stato studioso di patristica.

## Biografia
Johannes Quasten studiò teologia cattolica all'Università di Münster, in Vestfalia. Nel 1926 venne ordinato sacerdote e l'anno successivo ottenne la laurea con la tesi Musica e canto negli antichi culti pagani e nei primi anni del Cristianesimo. Successivamente si spostò a Roma per proseguire gli studi all'Istituto Pontificio di Archeologia Cristiana per due anni (fino al 1929), continuando a servire la Chiesa come parroco. Nel 1931 ritornò in Renania per ricoprire la cattedra di Teologia all'università, ma dopo i primi scontri con il nazismo fece ritorno a Roma. 
Nel 1938, grazie all'intercessione del cardinale Eugenio Pacelli (il futuro Papa Pio XII), si trasferì negli Stati Uniti dove continuò la sua ricerca nella Catholic University of America di Washington fino al 1970, anno in cui gli venne riconosciuta la Cattedra Onoraria di Teologia Cattolica all'Università di Friburgo.
La Catholic University concede un «Johannes Quasten Award». Nel 2014, per esempio, la medaglia è stata assegnata al cardinal Walter Kasper.

## Opere in lingua italiana
- Patrologia, Torino, Marietti, 1967 (3 volumi).